# Бойко Найденов
Бойко Найденов е български юрист, директор на Националната следствена служба (юли 2007 – април 2013), главен прокурор на България (ноември 2012 – януари 2013).

## Биография
Роден е на 9 февруари 1965 г. в София. През 1990 г. завършва право в Академията на МВР.
След това е военен следовател в Софийската военно-окръжна прокуратура в София. От 1992 г. е военен прокурор. В периода 26 юли 2005 – 26 април 2006 г. е начело на Софийската градска прокуратура. След това става говорител на Върховната касационна прокуратура, а от 26 юни 2006 г. е говорител на специализирания отдел срещу организираната престъпност и корупцията във ВКП. Между 9 ноември 2007 и 20 декември 2013 г. е директор на Националната следствена служба. От 6 ноември 2012 до 10 януари 2013 г. е временно изпълняващ длъжността главен прокурор на Република България.